# Коволо-Левада (Тревизо)
Коволо-Левада је насеље у Италији у округу Тревизо, региону Венето.
Према процени из 2011. у насељу је живело 2383 становника. Насеље се налази на надморској висини од 155 м.